# ادوار فاکلتنر
ادوار فاکلتنر (انگلیسی: Édouard Fachleitner; ۲۴ فوریهٔ ۱۹۲۱ – ۱۸ ژوئیهٔ ۲۰۰۸) دوچرخه‌سوار اهل فرانسه بود.